# 신현중학교 (인천)
신현중학교(新峴中學校)는 대한민국 인천광역시 서구 신현동에 위치한 공립 중학교이다.

## 학교 연혁
- 1990년 1월 3일 : 신현중학교 설립인가(1학년 12학급)
- 1990년 3월 1일 : 초대 지창호 교장 취임
- 1993년 2월 16일 : 제1회 졸업(남 323명, 여 323명 계 646명)
- 1995년 3월 1일 : 신현중, 신현여중으로 분리
- 2024년 2월 7일 : 제32회 졸업 (104명 졸업, 총 졸업생 수 12,684명)
- 2024년 3월 1일 : 제14대 이춘경 교장 취임
- 2024년 3월 4일 : 신입생 89명(4학급) 입학

## 참고 자료
- 신현중학교 - 한국교육학술정보원 학교알리미